# Babéziózis
A babéziózis, latin nevén babesiosis egy kullancsok által terjesztett, egysejtű parazita által okozott súlyos betegség, mely nálunk elsősorban a kutyákat veszélyezteti. A kutyatartók általában és tévesen a kórokozó után babézia, babéziás kutya, vagy egyszerűen kullancstól kapott betegség, kullancskór, ritkábban kutyamalária néven ismerik. Sokan összetévesztik a szintén kullancsok által terjesztett Lyme-kórral.
A babéziózis leggyakrabban heveny tünetekben nyilvánul meg és lehetőleg azonnali állatorvosi  beavatkozást igényel. A betegség magas lázzal, bágyadtsággal és gyakran „véres” / barnás vizelet megjelenésével jár. Szövődményes esetekben szervi károsodás (veseelégtelenség, hasnyálmirigy-gyulladás, májbetegség miatti sárgaság illetve súlyos vérszegénység alakulhat ki), amely akár néhány napon belül az állat elpusztulását okozza. Azonnal megkezdett, szakszerű kezeléssel jó eséllyel gyógyítható.
A betegség emberekre és a macskákra veszélyes változata Magyarországon egyelőre nem terjedt el. A babéziózis legfőbb időszakai a tavasz és az ősz, de hűvös nyarakon és enyhe teleken is gyakori.

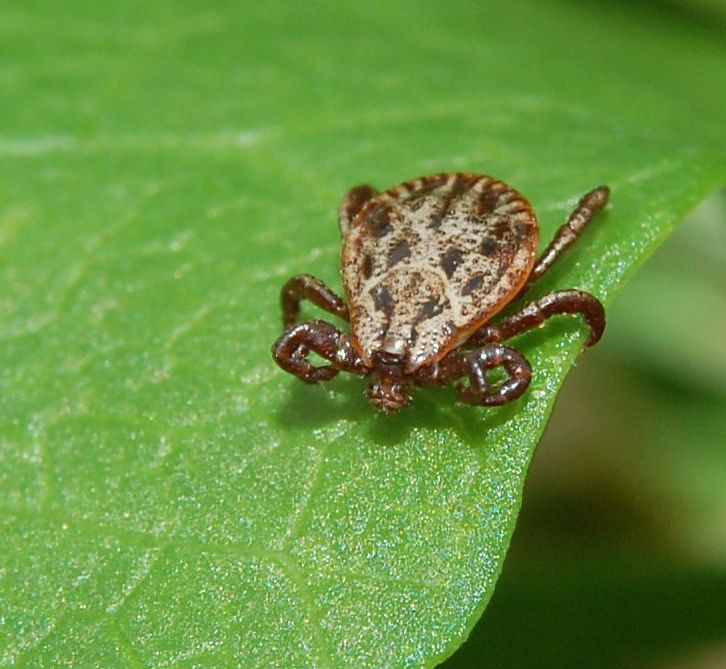
A babéziózis kórokozóját hordozó kullancsfaj. Könnyen azonosítható szürkés-pöttyös márványmintázatáról

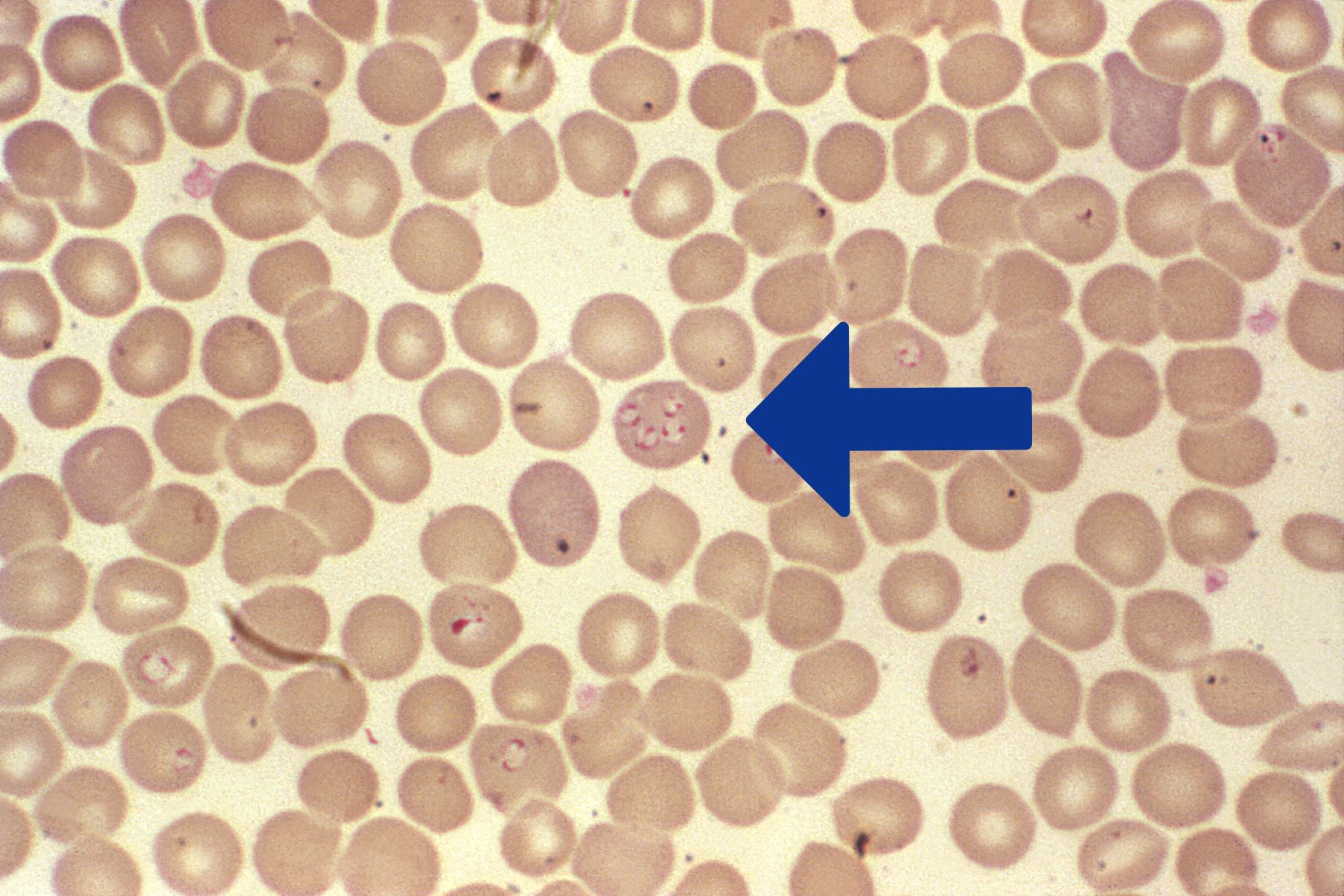
Babéziás vérkenet mikroszkópos képe, a fekete pöttyös, megtámadott vörösvérsejtek jól láthatók

## A kórokozó és terjedése
A kutyák babéziózisát a Babesia canis canis (kutyababézia) nevű egysejtű parazita okozza. A kórokozó a kullancs vérszívása során jut a kutya szervezetébe, majd a vörösvértestekbe jut és ott szaporodik. A megtámadott vérsejteket enyhébb esetekben az immunrendszer kiszűri és elpusztítja, de a vörösvérsejtekből kiszabaduló babéziák újabb vérsejteket fertőznek meg. A vörösvérsejtek sejthártyája merevvé válik, ezáltal azok összecsapódva elzárják a kis kapillárisokat; ettől a szervekben oxigén- és tápanyagellátási zavar alakul ki (szervi hypoxia), emiatt károsodhat a vese, a máj és a hasnyálmirigy is. A vesekárosodást tovább súlyosbíthatja, hogy a vörösvérsejtekből kiszabaduló vérfesték (hemoglobin) eltömi a vesecsatornácskákat.  
A kórokozó közvetítője Magyarországon szinte kizárólag a Dermacentor reticulatus nevű kullancsfaj, aminek a nyálmirigyeiben él. Újabb megfigyelések szerint a Mediterráneumból az utóbbi években behurcolt barna kutya kullancs (Rhipicephalus sanguineus) is terjesztheti a kórt. Ennek a kullancsfajnak külön veszélye, hogy jól érzi magát a lakásban is, ott akár télen is csíphet.
A Dermacentor reticulatus könnyen felismerhető pajzsrészének (megszívódott kullancs esetén a háton, a fejhez közeli rész) márvány jellegű, foltos, pöttyös mintázata után. Az eltávolított kullancsot nagyítóval megvizsgálva a faj viszonylag biztonsággal felismerhető. Amennyiben a mintázat nem észlelhető, valószínűleg más fajról van szó. A babéziózis esélye ebben az esetben jóval kisebb, de nem zárható ki teljesen. A csípés után jelentkező bizonytalan és hullámzó sántítással, hullámzó hőemelkedéssel járó Lyme-kór terjesztője a feketés-vöröses Ixodes ricinus kullancs. Erősen megszívott kullancs esetében az azonosítás nehezebb.
Kihangsúlyozandó, hogy egyrészt a sok kullancsfaj között gyakorlatilag csak egy hordozza a kórokozót, nem mindegyik kullancs fertőzött, másrészt a fertőzött kullancs is csak a megtelepedése után mintegy két nap után tud fertőzőképes babéziát átadni, ezért a kutya mindennapos átvizsgálása és a kullancsok időbeni eltávolítása jelentős védelmet ad.
Fentiek alapján kullancs találása esetén nem kell azonnal betegségre gondolni, de a kullancs eltávolítása után az állatot egy hétig fokozottan figyelni kell. Ugyanez fordítva is igaz, sok esetben úgy alakul ki a betegség, hogy az azt okozó kullancsot nem lehetett észrevenni.

## A betegség előfordulása
Mivel a betegséget kullancsok terjesztik, ott a legnagyobb a betegség esélye, ahol sok kullancs van. Állatorvosi vélemények szerint a kullancsok rohamos terjedésével a babébiózis igen gyakorivá vált az utóbbi években.
Kullancsok leggyakrabban füves, gazos helyen fordulnak elő, Magyarország teljes területén gyakorinak tekinthetők, de a legfertőzöttebb a nyugati országrész és az Északi-középhegység környéke, valamint a vízpartok, nedves területek. Kiskertekben, városi parkokban is gyakori, de olyan állat is kullancsot szerezhet, amelyiket kizárólag városi aszfalton sétáltatnak. Főként egy helyben állva, ülve, vagy a kutya esetében feküdve, vagy lyukat ásva a legnagyobb az esély kullancscsípésre. Folyamatos haladás esetén a vérszívó nehezebben tud megkapaszkodni.
A kullancsok legfőbb szezonja a tavasz és az ősz. Fagyos, havas időben a föld alá húzódnak, akárcsak a nyári forróságban. Mindez azonban egyáltalán nem zárja ki azt, hogy akár havas télen is előforduljon a csípés és a betegség, például egy a lakásban elrejtőzött kullancs miatt. Gyakorlatilag az év bármelyik szakaszában fennáll a betegség kockázata.

## Tünetei
A betegség tünetei átlagosan 3-7 napos lappangási idő után jelentkeznek. Legelőször a bágyadtságot, kedvetlenséget és  étvágytalanságot veszi észre a gazdi. A kórkép általában magas lázzal jár (végbélben mért hőmérséklet >39,5C). 
Ezt követi a vizelet megsötétedése: a szétesett vörösvérsejtek festékanyaga miatt a vizelet fokozatosan sötétsárga, narancsos-rozsdás, bizonyos fényviszonyok között akár enyhén zöldesnek tűnő, majd barnás színű, végül kólához, majd feketekávéhoz hasonló lesz. 
Szövődményes esetekben a fent említett tüneteken felül jelentkezhet még a nyálkahártyák sápadtsága, akár porcelánfehérré válása (ez jól észlelhető a szem alatt), sárgaság (a szemfehérjén könnyen észrevehető), nyálzás, hányás, hasmenés és a vizeletürítés csökkenése, majd hiánya. A babesiosis nagyon ritkán (<1%) idegrendszeri tünetekkel (támolygás, bizonytalan mozgás, bénulás, görcsrohamok) is járhat.  
A máj és a lép többnyire megnagyobbodik. Bőr alatti bevérzések jelentkezhetnek. Ezek vöröses, vörösesbarnás, elmosódott szélű foltok, ha a hason jelentkeznek jól láthatók. A bőrgyulladástól úgy lehet megkülönböztetni, hogy egy üvegdarabot (pl. pohár oldalát, nagyítólencsét, szemüveglencsét) rányomva sem halványulnak el. Hasonló bevérzések keletkezhetnek a nyálkahártyákon, pl. a pofa belső oldalán.
Az állat állapota rohamosan romlik, míg végül lábra sem tud állni. Kezeletlen esetekben a megbetegedett állatok többsége néhány napon belül elpusztul veseelégtelenség és urémia miatt, a széteső vörösvérsejtek festékanyaga eltömíti a vesét, veseleállást és ezáltal vizeletkimaradást okozva. A 42 fok fölé emelkedő láz önmagában is okozhatja a kutya elpusztulását.
A betegségnek több súlyossági foka létezik. Némely kutyáknál egyáltalán nem fejlődik ki, másoknál csak enyhe tüneteket okoz. A kutyák többsége azonban  kezelés nélkül néhány napon belül elpusztul, a hiperakut akár egyetlen nap alatt is végezhet velük.
A betegségen való átesés semminemű immunitást nem jelent egy újabb fertőzéssel szemben.
A legfontosabb: a legcsekélyebb gyanús tünet, hirtelen belázasodás, elesett állapot megjelenése esetén késlekedés nélkül forduljunk állatorvoshoz. Mivel a kezdeti tünetek nem egyértelműek és más betegségekre is utalhatnak, fel kell hívni az állatorvos figyelmét az esetleges kullancsípésre. Mire a tünetek és a vizsgálati eredmények egyértelművé teszik a babéziózist, gyakran már késő a hatásos kezeléshez. Akár egy nap késlekedés is az állat életébe kerülhet.
A kullancsok által terjesztett másik betegség, az emberre is veszélyes Lyme-kór sokkal hosszabb idő után alakul ki, tünetei nem ilyen drámaiak.

## Elsősegély
Ha az orvoshoz érkezésig több órát kell várni (például éjszaka), a negyven fokot elérő, vagy meghaladó lázat addig is csillapítani kell. A kutyák lázának házilagos csillapítására emberi gyógyszerek nem alkalmasak. Paracetamol (pl. Coldrex, Panadol, Neo Citran, Rubophen, Saridon, stb.) és szalicilkészítmény (pl. Aszpirin, Kalmopirin) adása szigorúan tilos! Végszükség esetén és kizárólag alkalmilag Algopyrin adható, 30 kilogrammonként fél tabletta (kb. 8 mg/kg). Amennyiben a láz nem csillapodik megfelelően, hűtést kell alkalmazni, például priznic (vizes törülközőbe, lepedőbe tekerés), vagy alapos, de nem jéghideg vízzel történő bevizezés által. 42 fok feletti láz önmagában is életveszélyes a kutya számára.

## A betegség kivizsgálása
Rutin állatorvosi vizsgálat, a szív és a tüdő meghallgatása, lázmérés, reflexvizsgálatok, nyirokcsomók keresése, a látható nyálkahártyák sárgás elszíneződésének keresése és természetesen az állat gazdájának részletes kikérdezése szükséges. A vérvizsgálat során külön ki kell térni a máj- és veseműködés vizsgálatára.
A babéziák jelenléte általában vérkenetből kimutatható, de előfordulhat, hogy negatív eredmény esetén is jelentkezik a betegség, ebben az esetben a vizsgálat későbbi megismétlése szükséges. Kávébarna színű vizelet jelentkezése önmagában is elegendő a betegség alapos gyanújához.

## A betegség kezelése
A kizárólag izomba, vagy bőr alá adható Imizol injekció hatékonyan pusztítja el a kórokozókat. Babéziózis gyanúja esetén akkor is Imizol adandó, ha a vérvizsgálat eredményére egy napot várni kell, mert addigra az állat állapota esetleg súlyosan leromlik. Noha az injekció enyhén toxikus hatású, kisebb a kockázata az esetleges felesleges beadásának, mint a túl későinek.
Az injekció a kutya számára igen fájdalmas, bőr alá adva pár hétig tartó csomó keletkezhet, esetleg kifekélyesedés is bekövetkezhet. Beadás után nem sokkal hányás, hasmenés, vérnyomásemelkedés jelentkezhet.
A veseműködés támogatására infúzió adandó, a magas lázat injekcióval, hideg infúzióval, külső priznices hűtéssel kell csillapítani, hogy legalább a kibírható 40 fok fölé ne menjen. 42 fok önmagában is életveszélyes a kutya számára. Súlyos és előrehaladott esetekben vérátömlesztés szükséges, de ez bizonyosan csak egyetlen helyen lehetséges az országban.

## A betegség prognózisa és szövődményei
Kihangsúlyozandó, hogy mennyire fontos az időbeni orvosi kezelés. Legrosszabb esetben egy nap is elég az első tünetek megjelenése és az állat elpusztulása között, ezért gyanú esetén várni nem szabad.
Amennyiben a kezdeti stádiumban elkezdődik a kezelés, a vese még jól működik, a prognózis jó. Ha már a vese, lép és máj károsodott, a prognózis sokkal rosszabb. Sajnos előfordulhat, hogy a leggondosabb kezelés ellenére is elpusztul az állat.
Főképp az enyhébb lefolyású esetek krónikussá válhatnak, ebben az esetben hosszan tartó hullámzó láz, fáradékonyság, fokozatos leromlás jelentkeznek, máj- és vesekárosodás lép fel, azok összes további következményével. Ritkábban de előfordulhat, hogy a szerveztet kóros immunreakcióval válaszol a betegségre, kialakul az immunhemolitikus anémia (IHA). Előbbi kettő a máj- és veseelégtelenségig fokozódhat, utóbbi speciális immunológiai kezelés nélkül szintén halálhoz vezethet.

## A betegség megelőzése
A legfontosabb a kullancsok elleni védekezés, ami sajnos nehéz feladat. Míg néhány évtizede a kullancs ritka volt, manapság a klímaváltozás miatt bárhol, akár a városi aszfalton is elfordulhat. Erdőbe, parkokba, telekre, vízpartra vitt kutya esetén a kullancs elkerülése nagyon nehéz, de a saját udvar sem jelent biztonságot.
Kifejezetten kutyák számára készített különféle védőszerek vásárolhatók, úgymint kullancsellenes sampon, spray, csöpögtethető spot, speciális nyakörv, de száz százalékos biztonságot egyik sem jelent. Háztartási rovarirtószerrel a kutyát befújni, valamint kutyák számára készített szereket macskákon alkalmazni szigorúan tilos. Az Imizol injekció néhány hétig védelmet ad a betegség kialakulása ellen, de toxikus hatása miatt csak kivételes esetben alkalmazható megelőzésre.
Novibac Piro néven újabban védőoltás is lehetséges, ez azonban nem véd a megbetegedéstől, csak a tünetek súlyosságát enyhíti.

### A kullancs eltávolítása
A kutya szőrét napi rendszerességgel át kell vizsgálni és a talált kullancsot azonnal el kell távolítani, lehetőleg egyben és élve, erre különféle csipeszek és kanalak szerezhetők be, de akár egy szemöldökcsipesz is alkalmas lehet. Az erősen megszívott kullancsot kézzel is el lehet távolítani. Csipesszel, eltávolító kanállal, vagy nagy kullancs esetén akár három ujjal alaposan alá kell nyúlni, majd a testet nem összenyomva óvatos, de határozott (csavaró) mozdulattal ki kell húzni, az elválást kis pattanó hang kíséri. Ha a kullancs feje beleszakad, az nem jelent külön kockázatot, egy idő után ki fog lökődni. A kullancs potroha összenyomását viszont feltétlenül kerülni kell, mert esetleg a kórokozókat a sebbe öklendezi. A hagyományos megoldások, olajjal, vagy benzinnel való leöntés éppen az öklendezés miatt nem javasoltak. Ezután a sebet fertőtleníteni kell jódtinktúrával, vagy Betadine nevű, jódtartalmú oldattal, vagy kenőccsel, majd alaposan kezet kell mosni. A csipeszt is fertőtleníteni kell, esetleg lángon való áthúzással. Kullancs találása esetén az állatot egy hétig fokozottan figyelni kell.